# Javier Concepción
Javier Octavio Concepción Rojas (L'Avana, 27 dicembre 1997) è un pallavolista cubano, centrale dell'ASK.

## Carriera

### Club
La carriera di Javier Concepción inizia nei tornei amatoriali cubani con il Ciudad Habana. Nella stagione 2019-20 riceve il permesso per giocare all'estero, approdando nella Liga Argentina de Voleibol con l'Obras Sanitarias, mentre nella stagione seguente gioca nella Polska Liga Siatkówki con l'AZS Olsztyn.
Nel campionato 2021-22 approda nella Ligue A francese grazie all'ingaggio da parte dello Stade Poitevin: dopo un triennio coi transalpini, nel campionato 2024-25 approda nella Superliga russa, indossando la casacca dell'ASK.

### Nazionale
Fa parte della nazionale cubana under 19 che si aggiudica la medaglia d'argento al campionato nordamericano 2014, dove viene premiato come miglior centrale, e al campionato mondiale 2015. Con l'under 21 partecipa al campionato mondiale 2015, aggiudicandosi in seguito l'argento alla Coppa panamericana 2017, insignito anche del premio come miglior centrale, e al campionato mondiale 2017. Fa parte anche della nazionale under 23 con la quale si aggiudica la medaglia d'argento alla Coppa panamericana 2016, quella di bronzo al campionato mondiale 2017 e per finire l'oro alla Coppa panamericana 2018.
Nel 2015 debutta in nazionale maggiore in occasione del campionato nordamericano, dove conquista la medaglia d'argento, mentre un anno dopo vince l'oro alla Coppa panamericana 2016 e partecipa ai Giochi della XXXI Olimpiade. Nel corso del seguente ciclo olimpico si aggiudica la medaglia di bronzo alla Coppa panamericana 2017 e 2018, mentre nel 2019 vince l'oro alla Coppa panamericana, alla NORCECA Champions Cup, l'argento alla Volleyball Challenger Cup (di cui disputa anche le qualificazioni nordamericane, dove viene premiato come miglior centrale) e ai XVIII Giochi panamericani e, infine, il bronzo al campionato nordamericano.
Nel 2022 vince quattro ori, rispettivamente alla NORCECA Final Four, alla NORCECA Final Six, alla Volleyball Challenger Cup e alla Coppa panamericana, seguiti, un anno dopo, da un altro oro ai XXIV Giochi centramericani e caraibici, venendo inoltre premiato come miglior servizio, e dal bronzo al campionato nordamericano.

## Palmarès

### Nazionale (competizioni minori)
- Campionato nordamericano under 19 2014
- Coppa panamericana 2016
- Coppa panamericana under 23 2016
- Coppa panamericana under 21 2017
- Campionato mondiale under 21 2017
- Campionato mondiale under 23 2017
- Coppa panamericana 2017
- Coppa panamericana 2018
- Coppa panamericana under 23 2018
- Coppa panamericana 2019
- Volleyball Challenger Cup 2019
- Giochi panamericani 2019
- NORCECA Champions Cup 2019
- NORCECA Final Four 2022
- NORCECA Final Six 2022
- Volleyball Challenger Cup 2022
- Coppa panamericana 2022
- Giochi centramericani e caraibici 2023

### Premi individuali
- 2014 - Campionato nordamericano under 19: Miglior centrale
- 2017 - Coppa panamericana under 21: Miglior centrale
- 2019 - Qualificazioni nordamericane alla Volleyball Challenger Cup: Miglior centrale
- 2023 - XXIV Giochi centramericani e caraibici: Miglior servizio